# Bladins skola

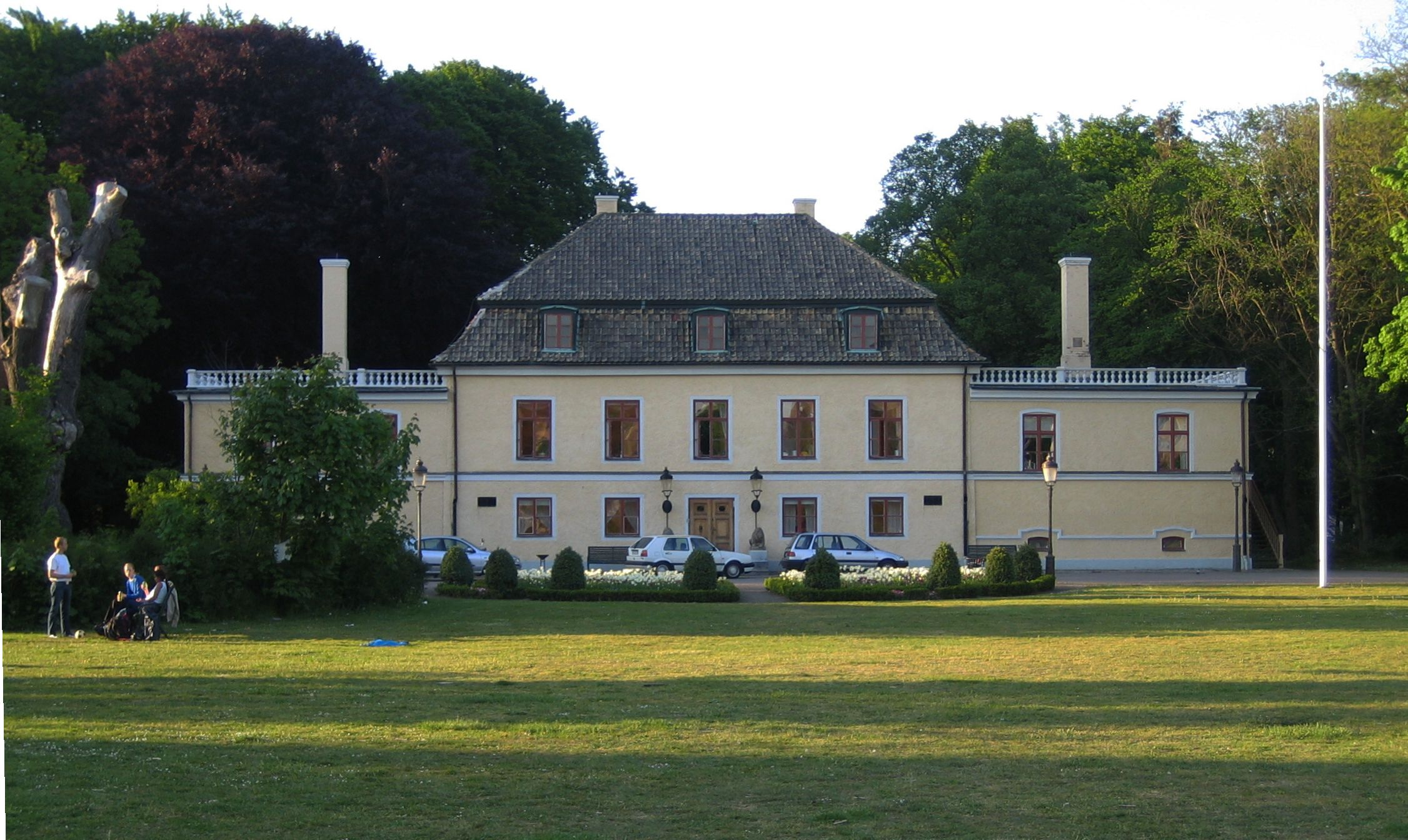
Rönneholmsgården, nu Bladins gymnasieskola

Bladins skola är en av Sveriges äldsta friskolor med sju olika verksamheter lokaliserade i Rönneholm, på Stadiongatan och på Själlandstorget bredvid Pildammsparken i Malmö. Bladins präglas av sin historia och har utbildat generationer av Malmöbor sedan 1874. Verksamheten drivs av Stiftelsen Bladins skola som inte är vinstdrivande. Varje dag går runt 1600 barn och ungdomar till Bladins förskolor och skolor.
Skolan grundades 1874 som en elementarskola, en skolform som utgjorde ett komplement till folkskolan. 1957 antogs namnet Bladins. Sedan 1967 omfattar skolan montessoriförskola, preschool, grundskola, gymnasieskola, internationell skola (IB) samt två fritidshem. Den internationella skolan grundades 1987 när Kockums fått kontrakt att bygga u-båtar åt Australiens flotta. Det behövdes en skola för australiensiska barn som följde med föräldrarna som kom till Malmö för att arbeta med u-båtarna. 
Bladins gymnasium erbjuder tre olika program, naturvetenskapsprogrammet med profilen forskning, samhällsvetenskapsprogrammet med profil internationella relationer samt samhällvetenskapsprogrammet med profil beteende. Sammanlagt finns det ca 200 elever på gymnasiet. 
Bladins grundskola är en skola med tre paralleller från förskoleklass till årskurs 9. Det går ca 85 elever i varje årskurs. 
Bladins International School of Malmö, BISM, är en auktoriserad IB World School. Skolan är knuten till International Baccalaureate Organisation och är godkänd av denna organisation för att undervisa Middle Years Programme för barn mellan elva och sexton år. Skolan är sedan 2000 också godkänd för undervisning i Primary Years Programme för barn mellan tre och elva år. På BISM går drygt 500 elever från 45 olika länder, de undervisas på engelska av lärare med engelska som modersmål.
År 2009 köpte skolan upp tidigare Kronborgsskolan och Parkskolan i Malmö och därefter flyttade Bladins International School från byggnaderna på Rönneholm till sin nya del av skolan. Sedan 2022 finns Bladins International School of Malmö på Stadiongatan 25 E och Bladins grundskola på Själlandstorget. I Rönneholmsgården finns Bladins gymnasieskola.